# Alhões
Alhões is een plaats (freguesia) in de Portugese gemeente Cinfães en telt 284 inwoners (2001).

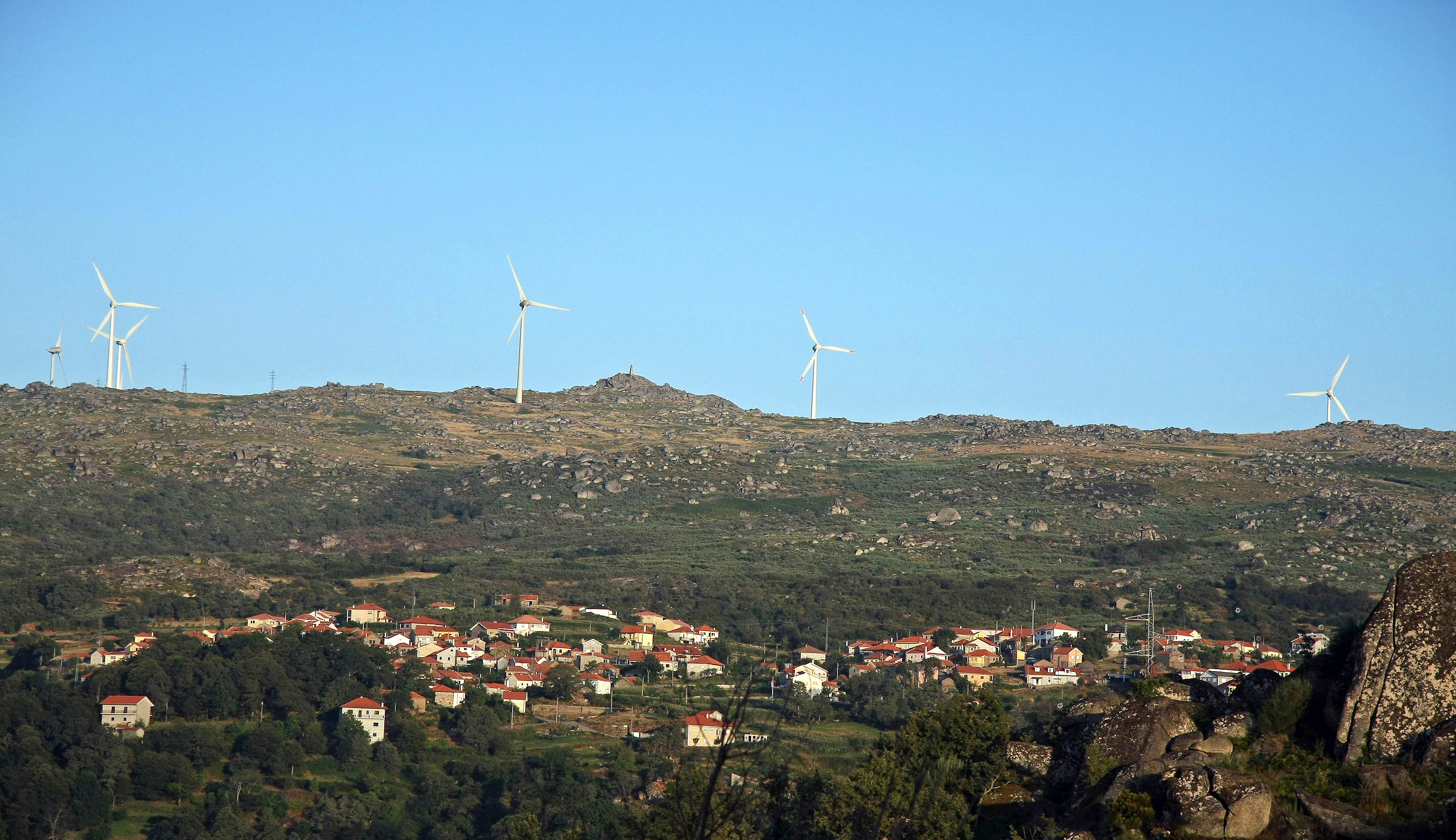
Alhões